# Branche de prunier, fond ocre
Branche de prunier, fond ocre est un tableau réalisé par le peintre français Henri Matisse en 1948. Le 8 septembre 2005, il a été acheté pour le Museum of Modern Art de New York, aux États-Unis par Henry Kravis et la nouvelle présidente du musée, Marie-Josée Drouin. Auparavant dans une collection privée, il n'avait pas été vu par le public depuis 1970.
L'œuvre est l'une des dernières peintures à l'huile de la carrière de l'artiste. Il existe à la pinacothèque Agnelli de Turin, en Italie, une variante intitulée Branche de prunier, fond vert où l'ocre du fond est donc remplacé par une autre couleur.